# Der Exorzist – Bekenntnis
Der Exorzist – Bekenntnis (Originaltitel: The Exorcist: Believer) ist ein US-amerikanischer Horrorfilm von Regisseur David Gordon Green, der am 5. Oktober 2023 in die deutschen und am darauffolgenden Tag in die US-amerikanischen Kinos kam. Der Film knüpft inhaltlich an Der Exorzist aus dem Jahr 1973 an und ignoriert dabei die bisherigen Fortsetzungen Exorzist II – Der Ketzer und Der Exorzist III. Die Hauptrolle übernahm Leslie Odom Jr.; daneben ist Ellen Burstyn erneut als fiktive Schauspielerin Chris MacNeil zu sehen.

## Handlung
Im Jahr 2010 machen Victor Fielding und seine schwangere Frau Sorenne Urlaub in Haiti, wo ihr ungeborenes Kind von einer Voodoo-Priesterin gesegnet wird. Als es wenig später zu einem Erdbeben kommt, wird Sorenne von herabstürzenden Trümmern getroffen und schwer verletzt. Die Ärzte stellen Victor daraufhin vor die Wahl, entweder das Leben seiner Frau oder seiner ungeborenen Tochter zu retten.
13 Jahre später ist Victor alleinerziehender Vater seiner Tochter Angela. Beide haben eine innige Beziehung zueinander und schwelgen gemeinsam in Erinnerungen an Sorenne. Angela gibt eines Tages gegenüber ihrem Vater an, bei ihrer Schulfreundin Katherine Hausaufgaben zu machen, und erkauft sich so ein Alibi für den Nachmittag. Auch Katherine belügt ihre Eltern Miranda und Tony, um gemeinsam mit Angela in den Wald zu gehen und dort durch ein Ritual mit Sorenne zu kommunizieren. Die drei Elternteile bemerken das Verschwinden ihrer Töchter am Abend und starten daraufhin mit der Polizei eine Suchaktion. Erst nach drei Tagen werden die Mädchen auf einem mehrere Dutzend Kilometer entfernten Gehöft gefunden.
Die ärztliche Untersuchung gibt zwar keine Anzeichnen für eine Entführung oder sexuellen Missbrauch, doch Victor stellt in der Folgezeit Verhaltensveränderungen bei Angela fest. Als seine Tochter einen psychischen Zusammenbruch erleidet, weist Victor sie in die stationäre Behandlung des Krankenhauses ein. Die dort tätige Krankenschwester Ann erkennt Anzeichen einer Besessenheit und teilt ihren Verdacht den Elternteilen mit. Die strenggläubigen Miranda und Tony sehen sich nun in ihrer Theorie bestärkt, dass die beiden Mädchen während ihrer Abwesenheit in der Hölle waren und dort von einem Dämon besessen wurden, während der ungläubige Victor mit der Situation hadert.
Erst als Victor ein Buch der ehemaligen Schauspielerin Chris MacNeil liest, in dem sie ihre Erlebnisse während der Besessenheit ihrer Tochter Regan 50 Jahre zuvor schildert, ist auch er überzeugt. Victor kontaktiert Chris und sichert sich ihre Hilfe beim Exorzismus der beiden Mädchen. Der Dämon erkennt die ehemalige Schauspielerin jedoch wieder und sticht ihr mit einem Kreuz die Augen aus. Die drei Elternteile wenden sich daraufhin direkt an die Kirche, doch der Vatikan lehnt einen Exorzismus der beiden Mädchen ab.
Unter der Leitung von Ann wollen Victor, Miranda und Tony den Exorzismus nun selbst durchführen. Während des Rituals offenbart der Dämon den Anwesenden jedoch ein Geheimnis aus Victors Vergangenheit: 13 Jahre zuvor entschied sich der Familienvater eigentlich für das Leben seiner Frau und gegen seine Tochter, wurde von Gott aber betrogen. Auch die Elternteile stellt der Dämon nun vor die Wahl: Eines der Mädchen darf weiterleben, während das andere sterben muss. Bevor eine Entscheidung getroffen wird, erscheint Pater Maddox und versucht den Exorzismus selbst zu Ende zu bringen, wird vom Dämon allerdings getötet. Tony wählt daraufhin seine Tochter, doch entgegen der Abmachung stirbt Katherine, während der Dämon Angela am Leben lässt.
Die erblindete Chris wird wenig später von ihrer Tochter Regan besucht.

## Produktion
Im August 2018 wurde erstmals berichtet, dass die Produktionsfirma Morgan Creek Entertainment an einem Reboot zum Kultfilm Der Exorzist aus dem Jahr 1973 arbeite, der oftmals als einer der gruseligsten Horrorfilme aller Zeiten betitelt wurde. Morgan Creek verantwortete zuvor bereits die Fortsetzungen und Prequels Der Exorzist III (1990), Exorzist: Der Anfang (2004) sowie Dominion: Exorzist – Der Anfang des Bösen (2005) und visierte ursprünglichen Berichten zufolge einen Kinostart im Jahr 2021 an. Die Produktionsfirma setzte ein Reboot jedoch nie um und verkaufte die Filmrechte im Juli 2021 stattdessen für über 400 Millionen US-Dollar an Universal und den zugehörigen Streaminganbieter Peacock, die nun eine an den Originalfilm anknüpfende Sequel-Trilogie umsetzen wollten.

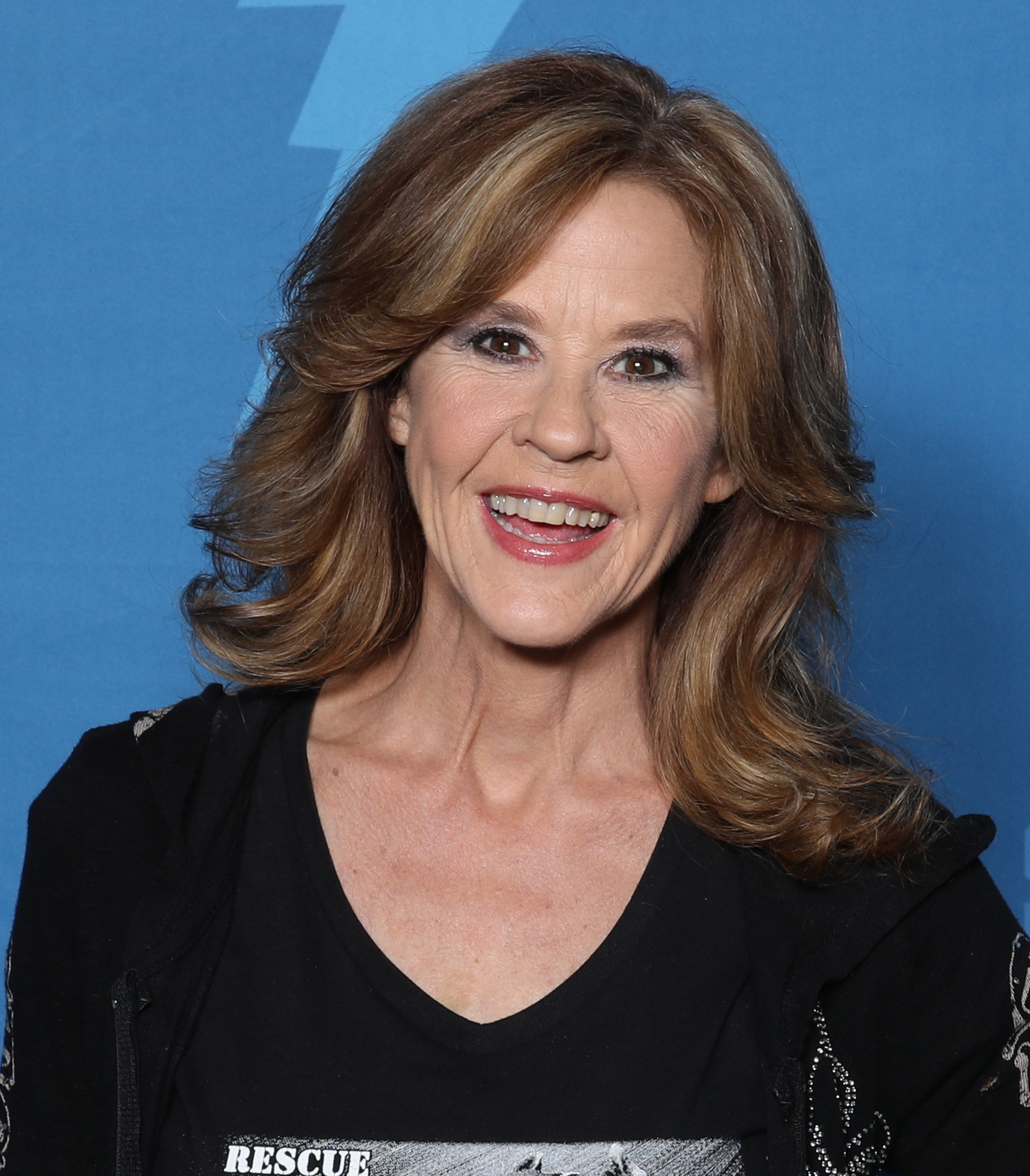
Linda Blair war als Beraterin tätig und hat einen Cameo.

Als Regisseur des ersten Films Der Exorzist – Bekenntnis wurde David Gordon Green verpflichtet, der zuvor bereits in ähnlicher Weise eine Sequel-Trilogie zu Halloween inszenierte. Green verfasste gemeinsam mit Peter Sattler auch das Drehbuch, das auf einer Idee von Scott Teems und Danny McBride basiert. Als Produzenten fungierten Jason Blum für Blumhouse Productions und James G. Robinson sowie David Robinson für Morgan Creek.
Zeitgleich mit der Ankündigung des Films wurde die Hauptrolle des Familienvaters Victor Fielding mit Leslie Odom Jr. besetzt. Ebenso wurde die Rückkehr von Ellen Burstyn als Schauspielerin Chris MacNeil vermeldet, für deren Darstellung sie 1974 für einen Oscar als Beste Nebendarstellerin nominiert wurde. Für den Film verzichtete Burstyn auf ihre Gage und finanzierte mit dem Geld stattdessen Stipendien für angehende Schauspieler an der New Yorker Pace University. In weiteren Nebenrollen schlossen sich Ann Dowd, Lidya Jewett, Olivia O’Neill, Raphael Sbarge, Jennifer Nettles, Okwui Okpokwasili und Norbert Leo Butz der Besetzung an. Linda Blair – die Hauptdarstellerin des Originalfilms – lehnte eine größere Rolle in der Fortsetzung ab, hat aber einen kurzen Cameo-Auftritt. Darüber hinaus war sie am Filmset als technische Beraterin der beiden Kinderdarstellerinnen tätig.
Ein Großteil der Filmaufnahmen mit der 89-jährigen Hauptdarstellerin Ellen Burstyn wurden bereits Anfang 2022 abgeschlossen. Die Hauptdreharbeiten mit Kameramann Michael Simmonds begannen hingegen erst im November 2022 in Savannah, Georgia. Bereits im Folgemonat musste die Produktion aufgrund gesundheitlicher Probleme des Hauptdarstellers Leslie Odom Jr. jedoch wieder unterbrochen werden. Die Dreharbeiten wurden schließlich Anfang 2023 fortgesetzt und im März des Jahres abgeschlossen.
Ein erster Trailer zum Film wurde am 25. Juli 2023 veröffentlicht; ein zweiter folgte am 5. September 2023. Zum 50-jährigen Jubiläum des Originalfilms sollte Der Exorzist – Bekenntnis ursprünglich am 13. Oktober 2023 in die US-amerikanischen Kinos kommen. Zur Vermeidung eines zeitgleichen Kinostarts mit dem Musikfilm Taylor Swift: The Eras Tour wurde der US-amerikanische Starttermin später jedoch um eine Woche auf den 6. Oktober 2023 vorverlegt. In Deutschland kam der Film schon einen Tag zuvor in die Kinos. Der digitale Heimkinostart erfolgte in den Vereinigten Staaten bereits am 24. Oktober 2023.

## Synchronisation
Die deutschsprachige Synchronisation entstand nach einem Dialogbuch und unter der Dialogregie von Sven Hasper bei Interopa Film. Die Rolle der Chris MacNeil wurde anstelle von Krista Posch mit Kornelia Boje neubesetzt.
| Rolle             | Schauspieler      | Synchronsprecher            |
| ----------------- | ----------------- | --------------------------- |
| Victor Fielding   | Leslie Odom Jr.   | Fabian Oscar Wien           |
| Angela Fielding   | Lidya Jewett      | Nina Schatton               |
| Angela Fielding   | Lidya Jewett      | Judith Steinhäuser (Dämon)  |
| Katherine West    | Olivia O’Neill    | Saskia Glück                |
| Katherine West    | Olivia O’Neill    | Judith Steinhäuser (Dämon)  |
| Chris MacNeil     | Ellen Burstyn     | Kornelia Boje               |
| Chris MacNeil     | Ellen Burstyn     | Juana von Jascheroff (jung) |
| Ann               | Ann Dowd          | Almut Zydra                 |
| Stuart            | Danny McCarthy    | Olaf Reichmann              |
| Miranda West      | Jennifer Nettles  | Cathlen Gawlich             |
| Tony West         | Norbert Leo Butz  | Thomas Wenke                |
| Pater Maddox      | E. J. Bonilla     | Valentin Stilu              |
| Pastor Don Revans | Raphael Sbarge    | Axel Malzacher              |
| Dr. Beehibe       | Okwui Okpokwasili | Annabelle Mandeng           |
| Detective Konik   | Celeste Oliva     | Marion Musiol               |
| Sorenne Fielding  | Tracey Graves     | Uschi Hugo                  |

## Rezeption

### Altersfreigabe
In den Vereinigten Staaten erhielt Der Exorzist – Bekenntnis von der MPA aufgrund von gewalttätigen Inhalten, verstörenden Bildern, der Sprache und einigen sexuellen Anspielungen ein R-Rating. In Deutschland vergab die FSK eine Freigabe ab 16 Jahren. In der Freigabebegründung heißt es, die lose Fortsetzung des Horrorfilm-Klassikers Der Exorzist habe nahezu durchgehend eine düstere, beängstigende Atmosphäre und enthalte mehrere drastische und blutige Gewaltszenen sowie entsprechende Verletzungsdarstellungen. Jugendliche könnten diese Darstellungen jedoch als genretypische Elemente einer realitätsfernen Horrorgeschichte einordnen und eine entsprechende emotionale Distanz wahren.

### Kritiken

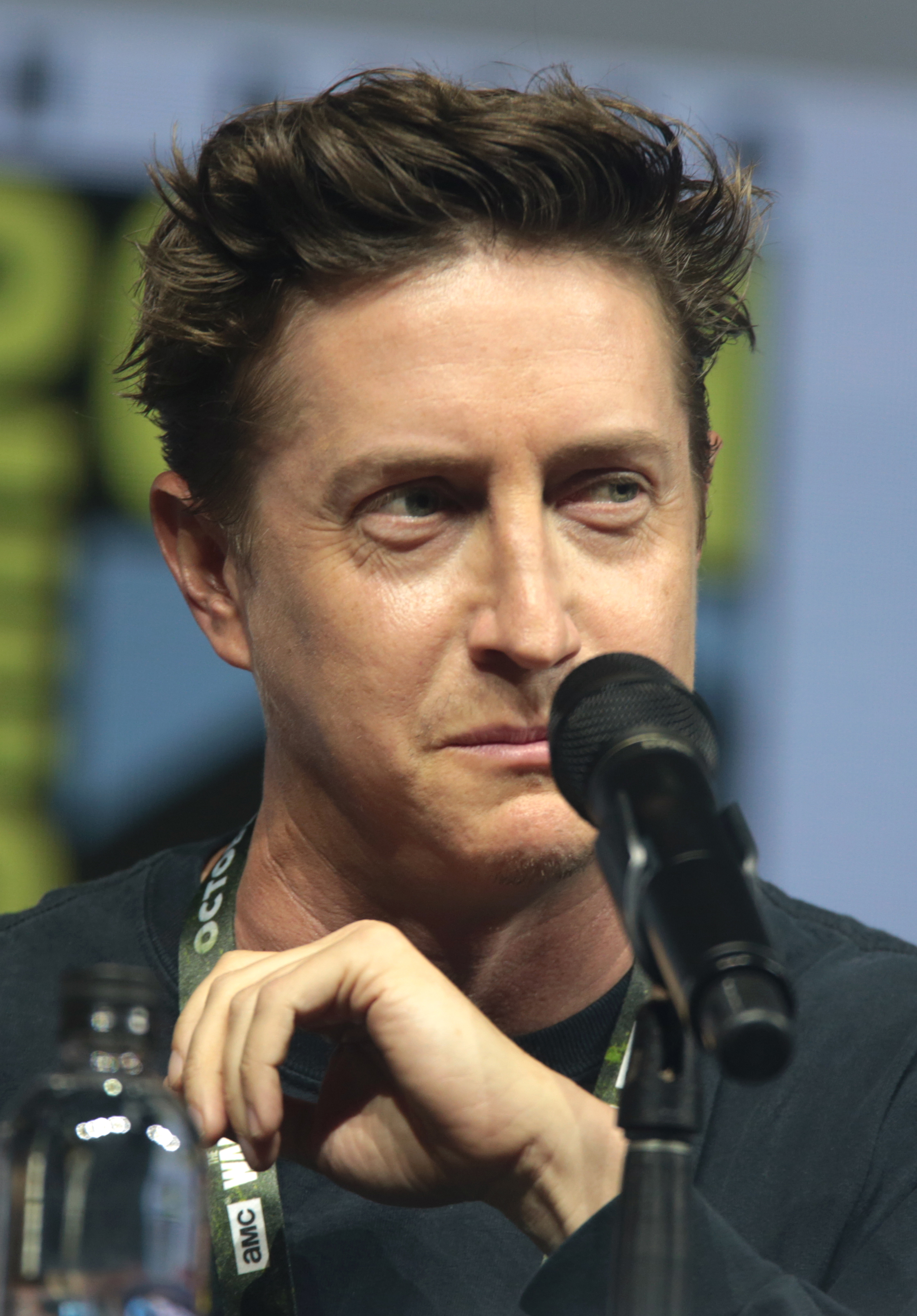
David Gordon Green erntete für seinen Film mehrheitlich Kritik.

Der Exorzist – Bekenntnis konnte 22 % der 249 bei Rotten Tomatoes gelisteten Kritiker überzeugen und bekam dabei eine durchschnittliche Bewertung von 4,4 von 10 Punkten. Als Fazit zieht die Seite, der Film könne zwar mit dem Versuch punkten, zu den Wurzeln des beängstigenden Originalfilms zurückzukehren, sei aufgrund des Mangels an neuen Ideen und Schockmomenten allerdings ein suboptimaler Auftakt der geplanten Exorzist-Trilogie. Bei Metacritic erhielt die Fortsetzung basierend auf 54 Kritiken einen Metascore von 39 von 100 möglichen Punkten.
Zu einem tendenziell positiven Urteil gelangt Markus Haage von Neon Zombie, für den der nunmehr fünfte Ableger sein Publikum mit bekannten Mitteln vielleicht verängstigen, aber sicherlich nicht wie das Original schockieren wolle. Der Exorzist – Bekenntnis sei demnach „ein Horrorfilm für ein modernes Massenpublikum. Durchweg unterhaltsam, kompetent inszeniert, aber eben auch ohne nennenswerte Akzente“.
Durchaus wohlwollend zeigt sich auch Olly Richards von Empire, für den Der Exorzist – Bekenntnis eine bunte Mischung aus interessanten Ideen sei, die allerdings nicht immer zu einem zufriedenstellenden Abschluss führen würden. Insbesondere der Beginn könne dabei mit einer unheimlichen Atmosphäre überzeugen, bei der der Nervenkitzel vor allem durch beunruhigende Momente und weniger durch Schocksituationen entstehe. Mit dem Auftritt von Ellen Burstyn lasse die Spannung allerdings überraschend nach, da ihre Rückkehr mehr wie ein Gimmick und nicht wie ein wichtiger Erzählstrang wirke. Der Exorzist – Bekenntnis beschreite ab diesem Zeitpunkt einen kitschigen Weg und versuche mit einem Augenzwinkern, den Originalfilm sogar zu übertreffen, bleibe insgesamt aber im Schatten des Klassikers ohne eigene Persönlichkeit zurück. Das von David Gordon Green und Peter Sattler verfasste Drehbuch gehe gleichzeitig selten über einfachen Schrecken oder Ekel hinaus und gebe den talentierten Nachwuchsdarstellerinnen Lidya Jewett und Olivia O’Neill keine Gelegenheit, wirklich gruselige Momente zu erschaffen.
Als „unoriginell“ wird Der Exorzist – Bekenntnis von David Rooney in seiner Filmkritik für den Hollywood Reporter bezeichnet, der sich insbesondere über die „betäubende Vertrautheit“ und recycelte Effekte aus dem Standard-Werkzeugkasten von Blumhouse enttäuscht zeigt. Die erste Stunde beginne dabei zwar vielversprechend, zolle dem Original Respekt und erzähle die Geschichte für zeitgenössische Horrorfilme vergleichsweise zurückhaltend. Sobald Regisseur David Gordon Green aber nicht mehr auf eine unheimliche Atmosphäre, sondern auf dämonische Besessenheit als Schockmomente setze, fühle sich die Fortsetzung zu routinemäßig an, insbesondere da zwei besessene Mädchen allein im modernen Horrorkino einfach nicht mehr ausreichen würden. Der Exorzist – Bekenntnis könne zwar mit einem düsteren Look, einem guten Make-up und den Darstellern Leslie Odom Jr. sowie Ann Dowd trotz fehlender Figurenentwicklung punkten, doch der Exorzismus allein sei als Höhepunkt des Films nicht ausreichend.
Pascal Reis von Filmstarts kommt zu dem Schluss, dass Regisseur David Gordon Green nicht verstanden habe, worum es in Der Exorzist wirklich gehe, und mit der Fortsetzung einen Film erschaffen habe, der das Original niemals sein wollte: eindimensional und einfältig. Wo Der Exorzist bis zuletzt die Ambiguität zwischen Wissenschaft und Religion bewahre und die Kirche nicht als „sonnendurchfluteten Ort der Begegnung“ darstelle, könne Der Exorzist – Bekenntnis hingegen fast schon als christliche Propaganda bezeichnet werden. Rückkehrerin Ellen Burstyn halte dabei einen absurden Monolog über die „überstrahlenden Bedeutung des religiösen Zusammenhalts“ und Leslie Odom Jr. sei als Protagonist nur dazu da, bekehrt zu werden. Die beiden Priester aus dem Original konnten hingegen keine Kraft aus ihrem Glauben schöpfen, sondern gingen an ihm zugrunde. Der Film sei so in seiner Unzweideutigkeit eine Beleidigung für das subtile Original.
Michael Hille von TV Spielfilm kommt im Vergleich mit dem Original ebenfalls zu einem vernichtenden Urteil. Es handle sich „um eine der erbärmlichsten Fortsetzungen der jüngeren Kinogeschichte“. Der Film sei „schamlos und dumm“, beginne als „ein banales, einschläferndes Familiendrama“ und werde danach „richtig peinlich“. Es sei „schlicht eine Frechheit, einen so lustlos abgekurbelten Horror-Resterampen-Ramsch als ernste Fortsetzung von Der Exorzist zu verkaufen.“

### Einspielergebnis
Am Startwochenende konnte Der Exorzist – Bekenntnis in den Vereinigten Staaten mit Einnahmen in Höhe von rund 26,5 Millionen US-Dollar die Spitzenposition der US-amerikanischen Kino-Charts erreichen. Damit verzeichnete die Fortsetzung zwar den finanziell besten Kinostart innerhalb der Exorzist-Filmreihe, blieb gleichzeitig aber hinter den Erwartungen des verantwortlichen Studios Universal zurück. Durch internationale Einnahmen in Höhe von rund 44 Millionen US-Dollar konnte der Film am Startwochenende zumindest seine Produktionskosten wieder einspielen. In Deutschland belegte Der Exorzist – Bekenntnis in besagtem Zeitraum mit rund 80.000 Kinobesuchern hingegen nur den fünften Platz der Kino-Charts. Die weltweiten Einnahmen aus Kinovorführungen belaufen sich auf 136,5 Millionen US-Dollar, von denen der Film allein 65,5 Millionen im nordamerikanischen Raum erwirtschaften konnte. In Deutschland verzeichnete Der Exorzist – Bekenntnis insgesamt 291.337 Kinobesucher.

### Auszeichnungen
Goldene Himbeere 2024
- Nominierung als Schlechtester Film
- Nominierung als Schlechteste Neuverfilmung oder billigster Abklatsch
- Nominierung für die Schlechteste Regie (David Gordon Green)
- Nominierung für das Schlechteste Drehbuch (David Gordon Green & Peter Sattler)
- Nominierung für die Schlechteste Filmpaarung (zwei beliebige geldgierige Investoren, die zur Finanzierung der 400-Millionen-US-Dollar-teuren Remake-Rechte von Der Exorzist beitrugen)

Hollywood Music in Media Awards 2023
- Nominierung für die Beste Filmmusik in einem Horrorfilm oder Thriller (David Wingo & Amman Abbasi)[40]

## Fortsetzung
Der Exorzist – Bekenntnis wurde ursprünglich als Auftakt einer Sequel-Trilogie zu Der Exorzist konzipiert, deren zweiter Film The Exorcist: Deceiver am 18. April 2025 in die US-amerikanischen Kinos kommen sollte. Nach schlechten Kritiken für Der Exorzist: Bekenntnis und einem finanziellen Misserfolg an den Kinokassen entschied sich das Filmstudio Universal allerdings dazu, die Pläne mit Filmemacher David Gordon Green fallen zu lassen. Stattdessen wurde Mike Flanagan für einen neuen, unabhängigen Exorzist-Film als Regisseur und Drehbuchautor verpflichtet.